# Condéon
Condéon és un municipi francès situat al departament del Charente i a la regió de la Nova Aquitània. L'any 2007 tenia 553 habitants.

## Demografia

### Població
El 2007 la població de fet de Condéon era de 553 persones. Hi havia 224 famílies de les quals 60 eren unipersonals (24 homes vivint sols i 36 dones vivint soles), 88 parelles sense fills, 72 parelles amb fills i 4 famílies monoparentals amb fills.
La població ha evolucionat segons el següent gràfic:
Habitants censats

### Habitatges
El 2007 hi havia 260 habitatges, 230 eren l'habitatge principal de la família, 22 eren segones residències i 7 estaven desocupats. 253 eren cases i 3 eren apartaments. Dels 230 habitatges principals, 193 estaven ocupats pels seus propietaris, 27 estaven llogats i ocupats pels llogaters i 10 estaven cedits a títol gratuït; 1 tenia una cambra, 7 en tenien dues, 29 en tenien tres, 48 en tenien quatre i 145 en tenien cinc o més. 188 habitatges disposaven pel capbaix d'una plaça de pàrquing. A 88 habitatges hi havia un automòbil i a 122 n'hi havia dos o més.

### Piràmide de població
La piràmide de població per edats i sexe el 2009 era:
| Homes | Edats   | Dones |
| ----- | ------- | ----- |
| 0     | 95 o +  | 0     |
| 0     | 90 a 94 | 8     |
| 4     | 85 a 89 | 8     |
| 4     | 80 a 84 | 8     |
| 12    | 75 a 79 | 24    |
| 8     | 70 a 74 | 24    |
| 16    | 65 a 69 | 12    |
| 20    | 60 a 64 | 8     |
| 12    | 55 a 59 | 16    |
| 16    | 50 a 54 | 32    |
| 20    | 45 a 49 | 20    |
| 28    | 40 a 44 | 16    |
| 16    | 35 a 39 | 28    |
| 12    | 30 a 34 | 8     |
| 8     | 25 a 29 | 8     |
| 16    | 20 a 24 | 12    |
| 24    | 15 a 19 | 16    |
| 12    | 10 a 14 | 16    |
| 12    | 5 a 9   | 20    |
| 8     | 0 a 4   | 20    |

## Economia
El 2007 la població en edat de treballar era de 344 persones, 262 eren actives i 82 eren inactives. De les 262 persones actives 243 estaven ocupades (136 homes i 107 dones) i 19 estaven aturades (12 homes i 7 dones). De les 82 persones inactives 34 estaven jubilades, 24 estaven estudiant i 24 estaven classificades com a «altres inactius».

### Ingressos
El 2009 a Condéon hi havia 227 unitats fiscals que integraven 559 persones, la mediana anual d'ingressos fiscals per persona era de 14.715 €.

### Activitats econòmiques
Dels 22 establiments que hi havia el 2007, 1 era d'una empresa extractiva, 1 d'una empresa alimentària, 4 d'empreses de fabricació d'altres productes industrials, 5 d'empreses de construcció, 2 d'empreses de comerç i reparació d'automòbils, 1 d'una empresa d'hostatgeria i restauració, 2 d'empreses immobiliàries, 3 d'empreses de serveis, 1 d'una entitat de l'administració pública i 2 d'empreses classificades com a «altres activitats de serveis».
Dels 7 establiments de servei als particulars que hi havia el 2009, 2 eren tallers de reparació d'automòbils i de material agrícola, 1 paleta, 1 fusteria, 1 lampisteria, 1 empresa de construcció i 1 agència immobiliària.
L'únic establiment comercial que hi havia el 2009 era una fleca.
L'any 2000 a Condéon hi havia 44 explotacions agrícoles que ocupaven un total de 1.395 hectàrees.

## Equipaments sanitaris i escolars
El 2009 hi havia una escola elemental.

## Poblacions més properes
El següent diagrama mostra les poblacions més properes.